# Ibiraçu (ort)
Ibiraçu är en ort i Brasilien.   Den ligger i kommunen Ibiraçu och delstaten Espírito Santo, i den sydöstra delen av landet, 900 km sydost om huvudstaden Brasília. Ibiraçu ligger 58 meter över havet och antalet invånare är 8 921.
Terrängen runt Ibiraçu är lite kuperad. Närmaste större samhälle är Aracruz, 10,1 km öster om Ibiraçu.
Omgivningarna runt Ibiraçu är huvudsakligen savann. Runt Ibiraçu är det ganska tätbefolkat, med 62 invånare per kvadratkilometer.